# Lacs Gorge
Pour les articles homonymes, voir Gorge.
Les lacs Gorge (en anglais : Gorge Lakes) sont des lacs dans l'État américain du Colorado. Ils sont situés à une altitude de 3 499 m dans le comté de Larimer et sont protégés au sein du parc national de Rocky Mountain.